# Un, deux, trois
Un, deux, trois (of 1, 2, 3) is een single van Catherine Ferry. Het is afkomstig van haar album Catherine Ferry. Het lied was de Franse inzending voor het Eurovisiesongfestival 1976, dat in het Congrescentrum te Den Haag werd gehouden. Un, deux, trois wist op het festival de tweede plaats te halen achter Brotherhood of Man met Save your kisses for me. In het achtergrondkoor is Daniel Balavoine te horen, die zelf de B-kant schreef. Hij zou later veel meer liedjes voor Ferry schrijven, maar overleed vroegtijdig in een helikopterongeluk. Het lied is geheel Franstalig, ondanks dat de taalkeus destijds vrij was.
De titel leende zich voor tal van covers/vertalingen naar andere talen:
- Eins, zwei, drei dan wel Eene, meene, muh door Ferry zelf en Nina Lizell
- One, two, three door Ferry
- Un, dos tres door Ferry
- En-to-tre door Elisabeth Ekberg
- Een, twee, drie door Judy Hil en Nadine

Het thema van het liedje is dat het leven niet ingewikkeld gemaakt moet worden. Het is geen boek van Franz Kafka ("1,2,3, la vie n’est pas pour moi un livre de Kafka").

## Hitnotering
Alhoewel het lied ook in het Engels verscheen, wist het de UK Singles Chart niet te halen.

### Nederlandse Top 40
| Positie: | 18 | 6 | 5 | 5 | 18 | 28 | 37 | uit |

### NederlandseNationale Hitparade
| Positie: | 12 | 5 | 5 | 6 | 23 | uit |

### BelgischeBRT Top 30
| Positie: | 27 | 7 | 6 | 4 | 4 | 6 | 11 | 14 | 16 | uit |

### VlaamseUltratop 30
| Positie: | 12 | 5 | 5 | 6 | 23 | uit |

### NPO Radio 2 Top 2000
Un, deux, trois stond alleen in 2000 in de NPO Radio 2 Top 2000, op plek 1807.